# .kids
.kids este un domeniu de internet propus pentru sit-urile care conțin informații despre copii.